# Austrelater
Austrelater is een geslacht van kevers uit de familie  
kniptorren (Elateridae).
Het geslacht is voor het eerst wetenschappelijk beschreven in 1993 door Calder & Lawrence.

## Soorten
Het geslacht omvat de volgende soorten:
- Austrelater howensis Calder in Calder, Lawrence & Trueman, 1993
- Austrelater macphersonensis Calder in Calder, Lawrence & Trueman, 1993
- Austrelater peckorum Calder in Calder, Lawrence & Trueman, 1993